# 에른스트 파스트
에른스트 로베르트 데프라임 파스트(스웨덴어: Ernst Robert Efraim Fast, 1881년 1월 21일 ~ 1959년 10월 26일)는 스웨덴의 장거리달리기 선수로 19세기 후반부터 20세기 초에 활동했다. 그는 마라톤을 특히 잘했으며 파리에서 열린 하계 올림픽의 육상 종목에 참가, 2위인 프랑스의 에밀 샴피옹의 뒤를 이어서 동메달을 목에 걸었다.